# Єжи Качмарек
Єжи Качмарек (пол. Jerzy Kaczmarek, нар. 8 січня 1948) — польський фехтувальник на рапірах, олімпійський чемпіон (1972 рік), призер чемпіонатів світу.

## Виступи на Олімпіадах
| Олімпіада   | Дисципліна      | Місце |
| ----------- | --------------- | ----- |
| Мюнхен 1972 | командна рапіра | 1     |